# Maze (groupe)
Pour les articles homonymes, voir Maze.
Maze, aussi connu sous le nom Maze featuring Frankie Beverly et Frankie Beverly and Maze, est un groupe américain de rhythm and blues, soul et funk, originaire de San Francisco, créé à la fin des années 1970.

## Membres

### Membres actuels
- Roame Lowry
- Carl Wheeler
- Larry Kimpel
- Vance Taylor
- Jubu Smith
- Calvin Napper

### Anciens membres
- Frankie Beverly †
- McKinley « Bug » Williams †
- Sam Porter †
- Robin Duhe

## Discographie

### Albums studio
| Année | Album                          | Meilleur classement | Meilleur classement | Meilleur classement | Certifications | Label        |
| Année | Album                          | US                  | US R&B              | UK                  | Certifications | Label        |
| ----- | ------------------------------ | ------------------- | ------------------- | ------------------- | -------------- | ------------ |
| 1977  | Maze featuring Frankie Beverly | 52                  | 6                   | —                   | US: Gold       | Capitol      |
| 1978  | Golden Time of Day             | 27                  | 9                   | —                   | US: Gold       | Capitol      |
| 1979  | Inspiration                    | 33                  | 5                   | —                   | US: Gold       | Capitol      |
| 1980  | Joy and Pain                   | 31                  | 5                   | —                   | US: Gold       | Capitol      |
| 1983  | We Are One                     | 25                  | 5                   | 38                  | US: Gold       | Capitol      |
| 1985  | Can't Stop the Love            | 45                  | 1                   | 41                  | US: Gold       | Capitol      |
| 1989  | Silky Soul                     | 37                  | 1                   | 43                  | US: Gold       | Warner Bros. |
| 1993  | Back to Basics                 | 37                  | 3                   | —                   | US: Gold       | Warner Bros. |

### Albums en public
| Année | Album               | Meilleur classement | Meilleur classement | Meilleur classement | Certifications | Label   |
| Année | Album               | US                  | US R&B              | UK                  | Certifications | Label   |
| ----- | ------------------- | ------------------- | ------------------- | ------------------- | -------------- | ------- |
| 1981  | Live in New Orleans | 34                  | 3                   | —                   | US: Gold       | Capitol |
| 1986  | Live in Los Angeles | 92                  | 12                  | 70                  | —              | Capitol |

### Compilations
| Année | Album                                         | Meilleur classement | Certifications | Label           |
| Année | Album                                         | US R&B              | Certifications | Label           |
| ----- | --------------------------------------------- | ------------------- | -------------- | --------------- |
| 1989  | The Greatest Hits of Maze...Lifelines, Vol. 1 | 57                  | —              | Capitol         |
| 1996  | Anthology                                     | 57                  | US: Gold       | The Right Stuff |
| 1998  | Greatest Slow Jams                            | —                   | —              | The Right Stuff |
| 2004  | Greatest Hits                                 | 79                  | —              | The Right Stuff |
| 2011  | Greatest Hits                                 | —                   | —              | Capitol         |